# Valderrivas
Valderrivas, a veces escrito como Valderribas, es un barrio administrativo de Madrid perteneciente al distrito de Vicálvaro. Constituido como tal en 2017, tras producirse una redelimitación interna del distrito, el topónimo de Valderrivas, correspondiente al núcleo urbano diferenciado preexistente, hace referencia a la fábrica cementera de Portland Valderrivas S. A., instalada antiguamente en la zona.